# Тер-Григорьянц, Норат Григорьевич
Нора́т Григо́рьевич Тер-Григорья́нц (арм. Նորատ Գրիգորիի Տեր-Գրիգորյանց; род. 16 июля 1936, Орджоникидзе, Северо-Осетинская АССР, РСФСР) — советский военачальник, армянский политический и военный деятель, генерал-лейтенант (1983).

## Биография
Норат Григорьевич Тер-Григорьянц родился 16 июля 1936 года в Орджоникидзе. Родители родом из Карса и Тарона (Западная Армения), в 20-х годах XX века обосновались в Орджоникидзе. Отец был учителем, мать заботилась о семье. В Орджоникидзе Норат Тер-Григорьянц окончил десятилетку.
В октябре 1955 года был призван на срочную военную службу в Вооружённые силы СССР. За три года службы был пройден путь от рядового солдата до старшего сержанта, служил на должности командира автомобильного отделения.
В 1957 году, в звании старшего сержанта, поступил в Гвардейское Ульяновское танковое училище, которое с отличием закончил в 1960 году. Во время службы в училище занимал должность старшины курсантской роты. В 1960 году в звании лейтенанта был направлен в войска для службы в ВС СССР. Военная служба началась в Северокавказском Военном округе, в Новочеркасске, с должности командира отдельного разведывательного взвода танкового полка. Командовал танковыми подразделениями -взводом, танковой ротой, танковым батальоном.
С 1967 по 1970 год проходил обучение на высших офицерских курсах «Выстрел». В 1970 году поступил в Военную академию бронетанковых войск, которую с отличием окончил в 1973 году. Направлен в Южную Группу войск в ВНР, здесь он проходил военную службу на должностях командира танкового полка, начальника штаба мотострелковой дивизии и командира 93 гвардейской мотострелковой дивизии.
В 1978 году в звании генерал-майора был направлен на учёбу в военную академию генерального штаба Вооружённых сил СССР, которую окончил в 1980 году с отличием и был направлен для прохождению военной службы в Туркестанский военный округ на должность первого заместителя начальника штаба Туркестанского военного округа (г. Ташкент) и в этом же году был отправлен в советский контингент в Афганистане. Каждый месяц Тер-Григорьянц летал в Москву спецрейсом — для доклада руководству Минобороны и лично министру обороны Д. Ф. Устинову военно-политическую обстановку в Афганистане и вокруг него, а также предстоящие плановые действия 40-й армии во взаимодействии с Вооружёнными силами ДРА.

## Афганская война
С 1980 года возглавлял оперативную группу Туркестанского военного округа в Афганистане (г. Кабул). Здесь шли уже боевые действия. С середины 1981 года до конца 1983 года был начальником штаба 40 армии. После трех лет военной службы в боевой обстановке был отправлен на Родину в СССР (г. Москва).
В конце 1983 года был назначен на должность заместителя начальника Главного штаба Сухопутных войск вооружённых сил СССР, где ему было присвоено и воинское звание генерал-лейтенанта.

## Первая карабахская война
До конца 1991 года, прослужив на должности заместителя начальника Главного штаба сухопутных войск — начальника организационно-мобилизационного управления Сухопутных Войск, был приглашён Президентом Армении в Республику Армения для организации строительства вооруженных сил республики. Уволившись из рядов ВС СССР на пенсию, выехал в Армению, где, разработав концепцию строительства ВСРА, приступил с сослуживцами к созданию вооружённых сил Армении.
10 августа 1992 года указом президента Армении назначен на должность Командующего вооружёнными силами Армении, а в последующем начальником генерального штаба вооружённых сил, — первым заместителем министра обороны Армении. В 1993 году исполнял обязанности министра обороны Армении. После четырёх лет военной службы в Армении, в 1995 году генерал-лейтенант вернулся в Москву. Здесь работал в штабе СНГ в области ОДКБ в интересах ВС РА.
До января 2008 года был председателем Совета ветеранов войны и военной службы Главкомата Сухопутных войск.
Награждён орденами Святого Вардана Мамиконяна (2016), Ленина, Красного Знамени, Красной Звезды, «За службу Родине в Вооружённых Силах СССР» 2-й и 3-й степеней, серебряным крестом Союза армян России, а также 12 медалями.